# Soc de Mithat Paixà
El soc o mercat de Mithat Paixà (àrab: سُوق مِدْحَت بَاشَا, sūq Midḥat Bāxā), també anomenat el Soc Llarg o as-Suq at-Tawil (àrab: الصوق الطويل, as-Sūq aṭ-Ṭawīl, ‘mercat llarg’), és un important soc de la ciutat de Damasc, capital de Síria.

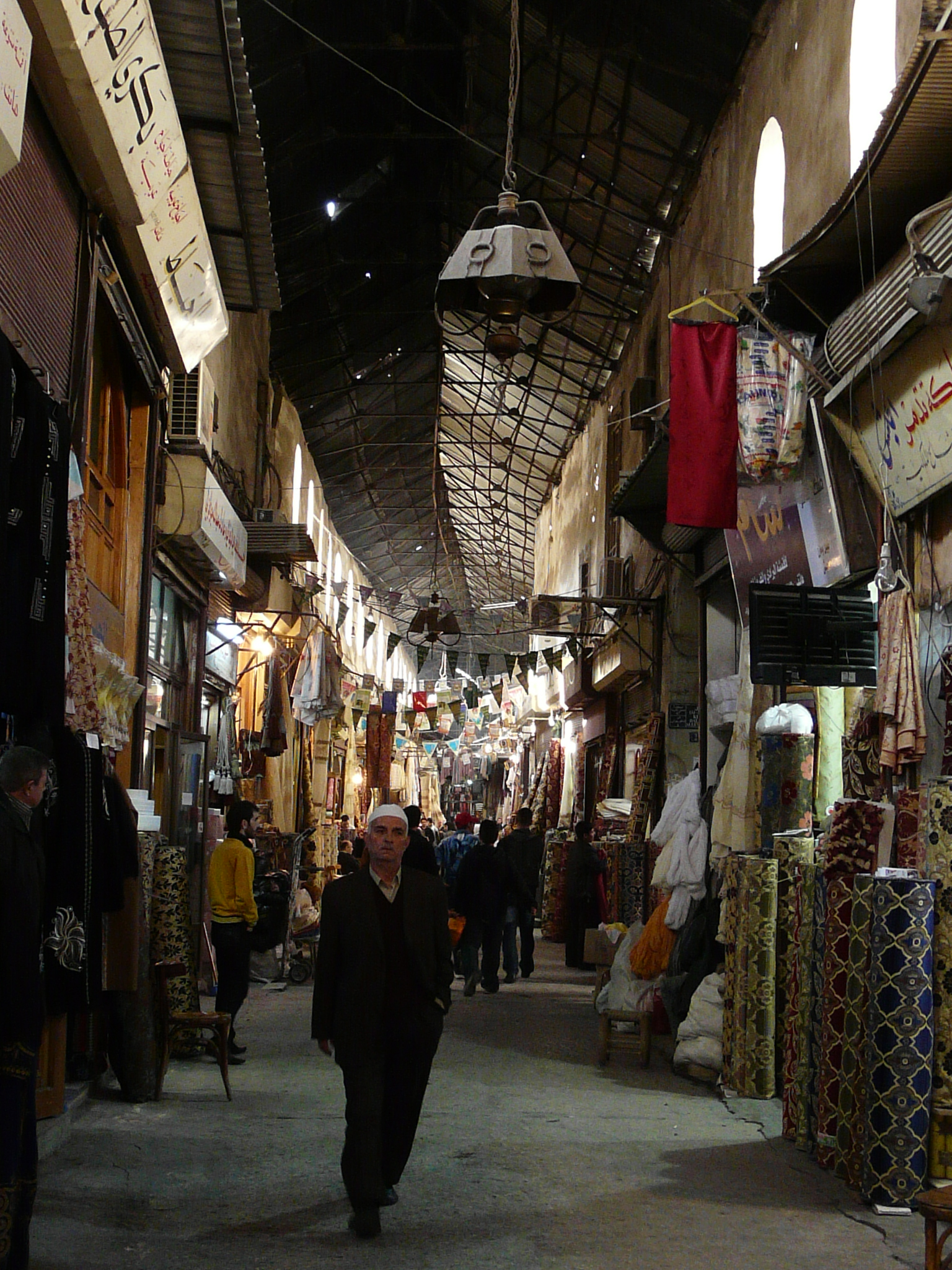
Mithat Paixà.

Té una cobertura de ferro en arc i ocupa bona part de l'extrem occidental de l'anomenat Carrer Recte de la ciutat vella, l'antic decumanus de l'època romana. El soc d'Al-Buzuriyah s'uneix al de Mithat Paixà en el seu extrem oriental.

## Història
El soc de Mithat Paixà és troba el carrer habitat més antic del món. Va ser construït l'any 64 aC durant l'Imperi Romà com a Carrer de Pilars.
El 1878, durant el domini otomà sobre Síria, va rebre el nom del dignatari Mithat Paixà.
Durant la Guerra Civil siriana, s'hi van fer algunes manifestacions.